# Lac Lakhta
 (juillet 2021).
Le lac Lakhta (en russe : Лахтинский разлив ; Lakhtinsky razliv ; du finnois lahti, 'golfe') est un lac situé dans le district de Primorsky à Saint-Pétersbourg relié à la Baie de la Néva de la mer Baltique par les 500 mètres de la rivière Bobylka.

## Description
Les rivières Kamenka, Gloukharka et Yountolovka se jettent dans le lac. Sa superficie est de 1,76 km², avec une profondeur maximale de 8,3 mètres. Le village lacustre de Lakhta tire son nom du lac. Le long de la rive orientale s'étend le quartier de Kolomäki.
Le lac appartient à la réserve Yountolovsky, zakaznik créée en 1999 pour conserver la nature des zones humides voisines, fournissant, entre autres, un habitat à une population importante de l'arbuste Myrica gale, qui est protégé en Russie.

## Vues

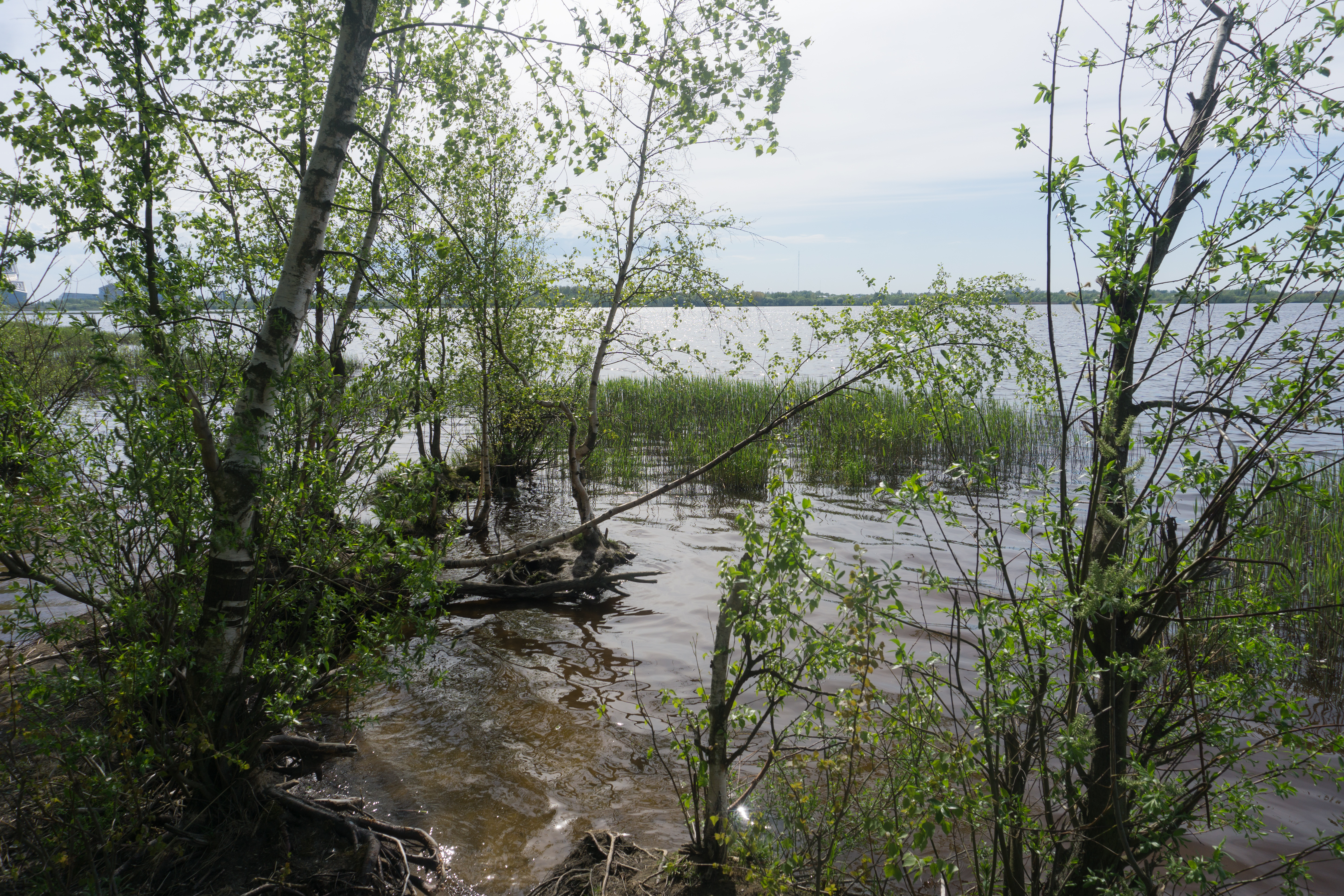
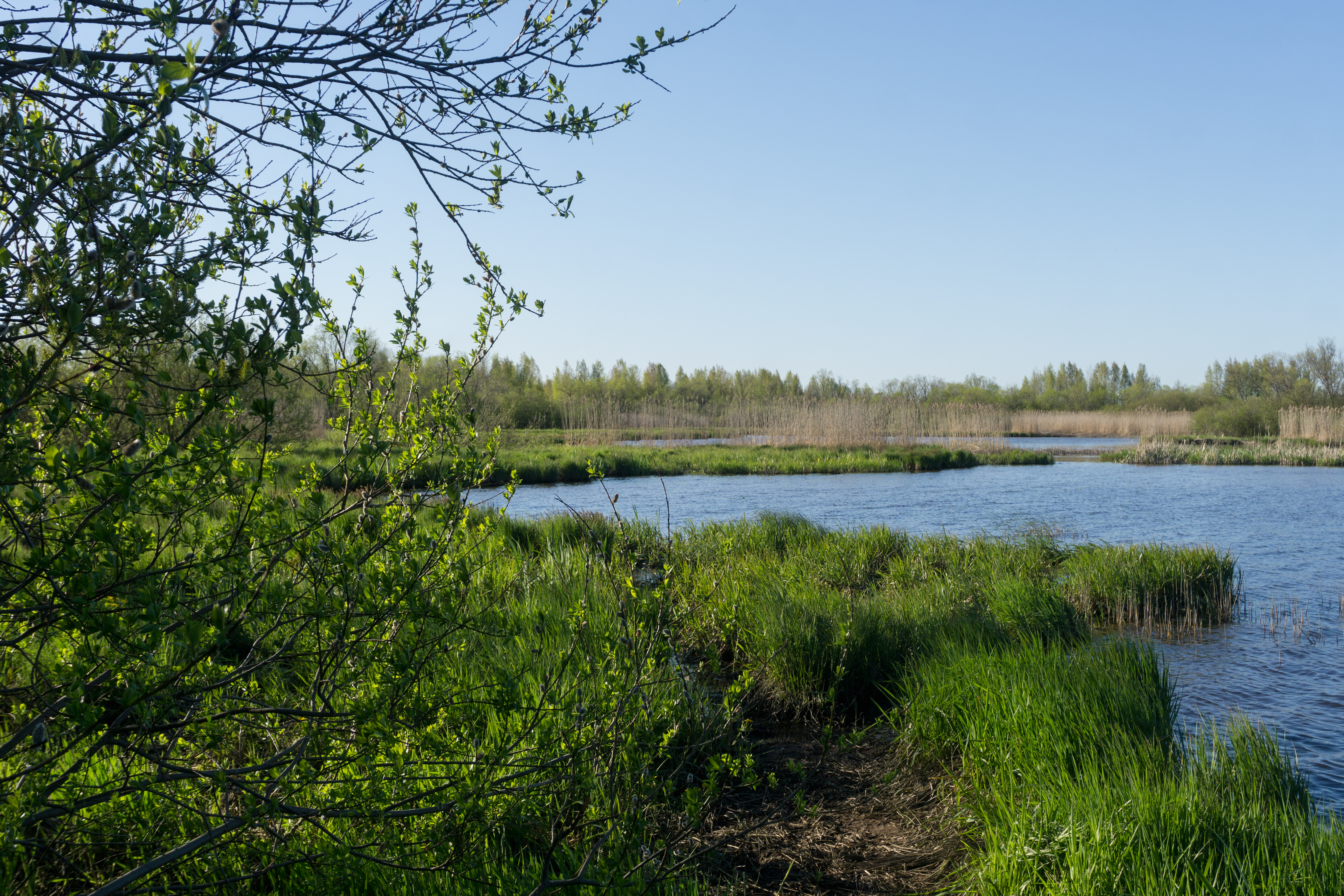
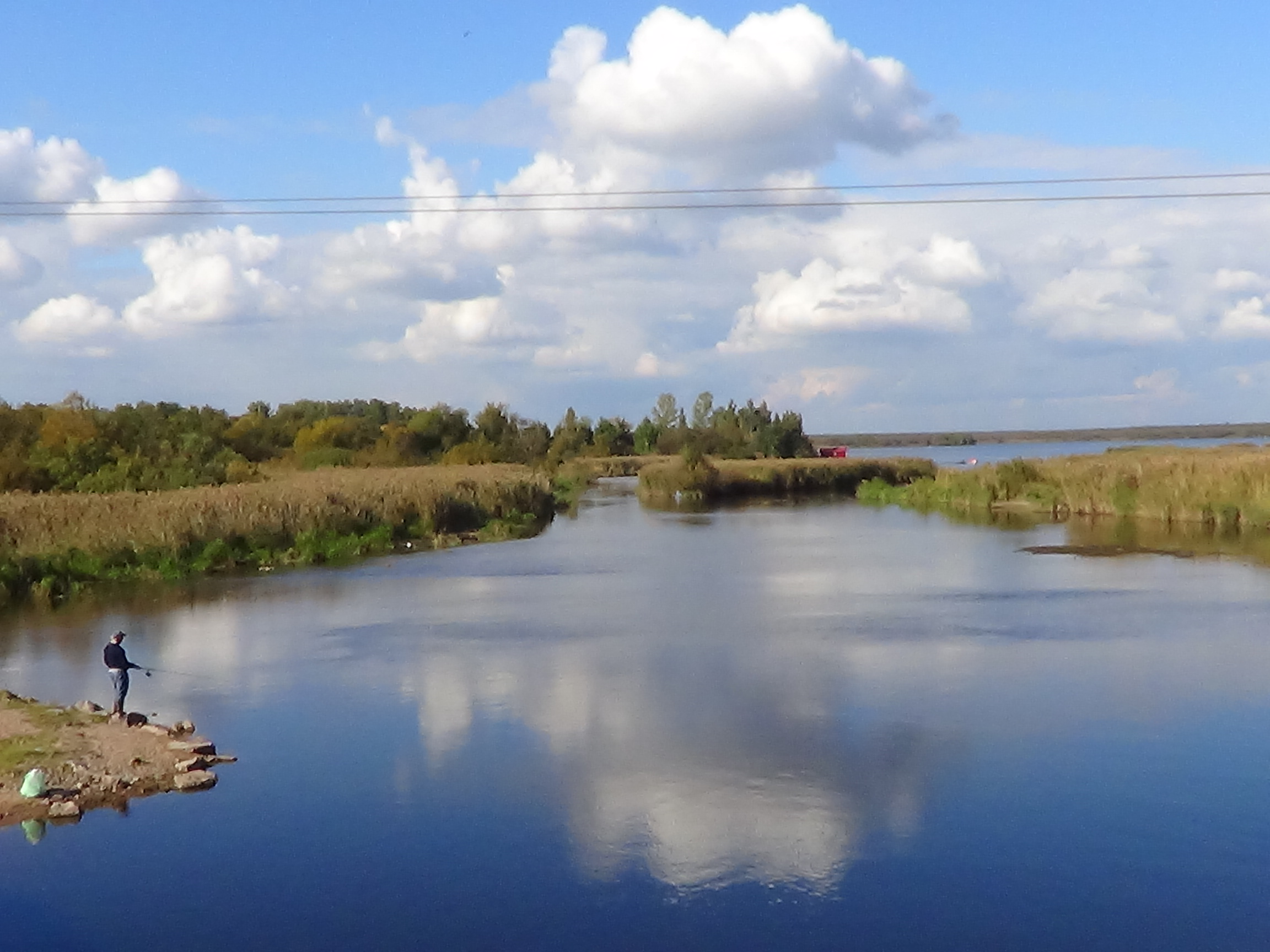
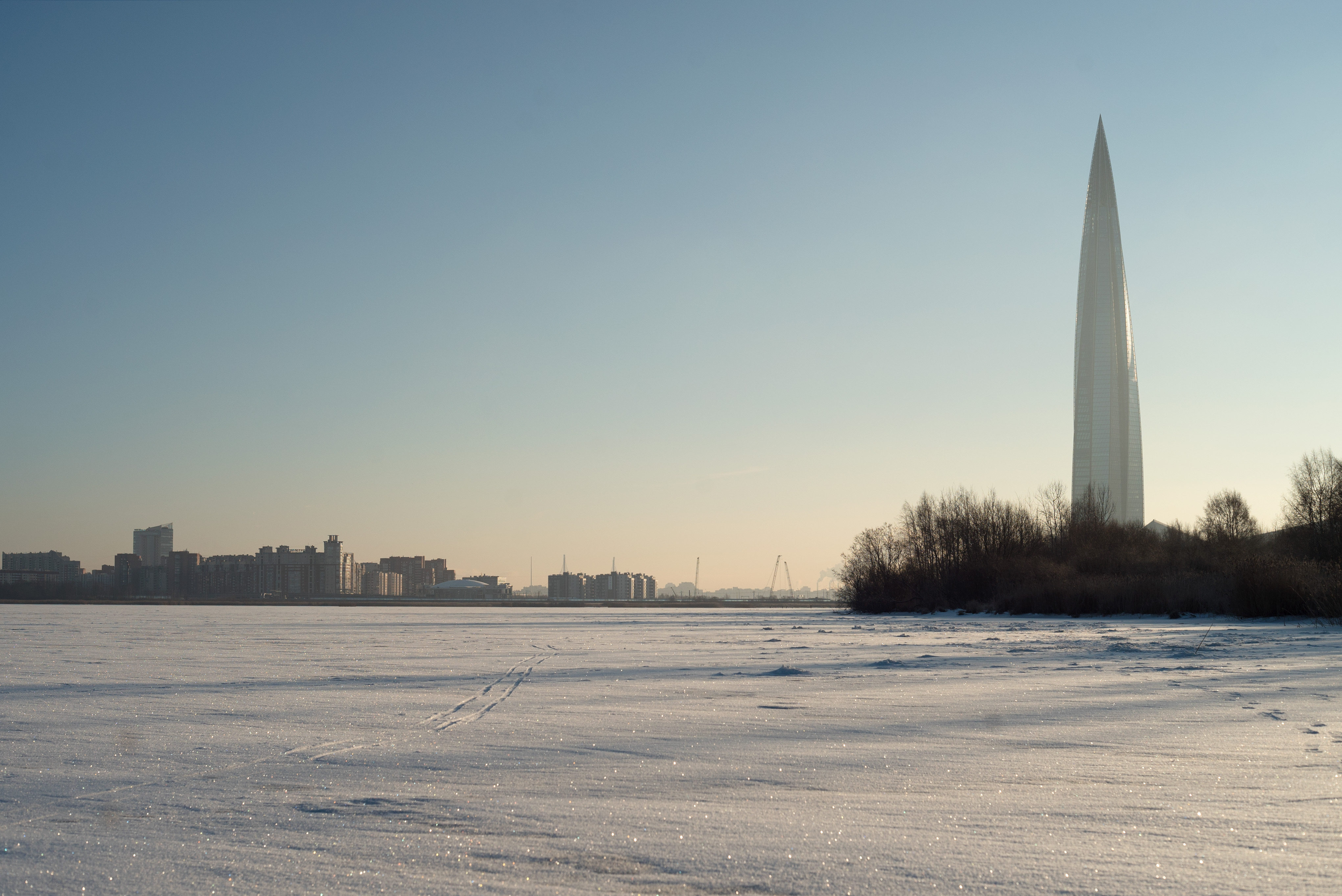